# Micromia monochasma
Micromia monochasma är en fjärilsart som beskrevs av Louis Beethoven Prout 1940. Micromia monochasma ingår i släktet Micromia och familjen mätare. Inga underarter finns listade i Catalogue of Life.